# 清田丸
清田丸（きよたまる、英: KIYOTAMRU）は、内海曳船が所有する日本船籍のタグボート、進路警戒船、側方警戒船、第3・4種消防設備船。

## 概要
神原造船で建造、1998年8月26日に就航された。
運航区域は沿海区域
常駐港は今治港であったが、2020年に富山港に移動となっている。